# Karl Becker
Karl Heinrich Emil Becker (14. prosince 1879 – 8. dubna 1940) byl veterán první světové války a pozdější generál německé armády za druhé světové války v hodnosti General der Artillerie (Generál dělostřelectva). Mimo jiné působil i jako ředitel armádního zbrojního úřadu (Heereswaffenamt).

## Mládí a první světová válka

### Studijní léta
Karl Becker se narodil 14. prosince roku 1879 ve falckém městě Špýru. Po dokončení základního vzdělání nastoupil na tamější gymnázium, kde později odmaturoval. K 16. červenci roku 1898 vstoupil do královské bavorské armády a byl zařazen jako důstojnický čekatel (Fahnenjunker) k bavorskému 2. pěšímu dělostřeleckému pluku (Bayerisches Fuß-Artillerie-Regiment Nr. 2), který sídlil v Métách pod velením plukovníka Karla von Oelhafena.
K počátku března následujícího roku byl zařazen na vojenskou školu do Mnichova, kterou dokončil ke konci ledna roku 1900. Po jejím dokončení byl k počátku března téhož roku povýšen do hodnosti Leutnant (poručík) a vrátil se zpět ke svému domovskému pluku.
U jednotky však zůstal pouze do října roku 1901, neboť nastoupil na bavorskou královskou školu pro dělostřelecké a ženijní jednotky. Dvouroční studium úspěšně zakončil 3. dubna roku 1903 a následně se vrátil zpět k 2. pěšímu dělostřeleckému pluku. Ke konci července roku 1905 se také oženil s Katherinou Hoppe, se kterou měl později dva syny.
Následně byl k počátku září roku 1905 jmenován do funkce pobočníka velitele II. praporu svého pluku a pluku sloužil nakonec až do konce září následujícího roku. Od 1. října totiž nastoupil studium na vojenské technické akademii v Berlíně-Charlottenburgu, kde studoval balistiku a instruktáž zbraní. Studium úspěšně dokončil 15. července roku 1909 a posléze se stal asistentem profesora Carla Cranze.
Dne 7. března 1910 byl povýšen do hodnosti Oberleutnant (nadporučík) a přesně o rok později opustil funkci asistenta a přešel jako asistent do královské pruské kontrolní komise dělostřelectva. K 1. říjnu roku 1912 byl převelen k bavorskému 3. pěšímu dělostřeleckému pluku (Bayerisches Fuß-Artillerie-Regiment Nr. 3), avšak členem komise zůstal nadále.

### Válečné období
K 13. listopadu roku 1913 vstoupil do pruské královské armády a byl zařazen k 2. pruskému pěšímu dělostřeleckému pluku (Preußischer Fuß-Artillerie-Regiment Nr. 2). Ke konci ledna roku 1914 byl povýšen do hodnosti Hauptmann (kapitán) a v srpnu, již po vypuknutí války, byl převelen k 2. námořnímu praporu děl (Marine-Kanone-Batallion Nr. 2), kde převzal velení dělové baterie.
Jeho kariéra rychle stoupala a ke konci května roku 1915 byl jmenován do funkce velitele 6. námořního praporu děl (Marine-Kanone-Batallion Nr. 6).
Avšak jeho služba na frontě skončila 20. července roku 1916, kdy se stal poradcem u dělostřelecké kontrolní komise. Na této pozici přečkal válku a zůstal zde až do počátku října roku 1919. Během služby v první světové válce si vysloužil oba stupně pruského Železného kříže a několik dalších vyznamenání.

## Poválečné období a druhá světová válka

### Období po válce
Po skončení války zůstal Becker v armádě a po opuštění pozice poradce u dělostřelecké kontrolní komise byl k počátku října roku 1919 převelen jako poradce k inspekci zbraní a vybavení u armádního zbrojního úřadu (Heereswaffenamt). Zde sloužil až do počátku dubna roku 1926, přičemž k počátku února roku 1922 byl povýšen do hodnosti majora. Současně s tím studoval na univerzitě v Královci chemii a metalurgii a promoval 1. března roku 1922 s prací o katodické změně fenolu. Dne 14. července téhož roku získal na téže univerzitě i doktorát z inženýrství.
K 1. dubnu roku 1926 opět změnil své působiště, byl jmenován velitelem sekce zabývající se balistikou a municí u armádního zbrojního úřadu (Heereswaffenamt), který spadal pod říšské ministerstvo obrany (Reichswehrministerium). Přesně o rok později byl povýšen do hodnosti Oberstleutnant (podplukovník).
Becker kladl od roku 1929 jako vedoucí výzkumné sekce u armádního zbrojního úřadu (balistika a munice) zvláštní důraz na raketový výzkum. Výsledkem toho bylo, že raketový program se rozvinul natolik, že roku 1932 vznikl prototyp rakety na kapalné palivo MIRAK 3. K počátku dubna roku 1930 byl povýšen do hodnosti Oberst (plukovník). Ke konci ledna roku 1929 obdržel také čestný doktorát z filozofie na univerzitě v Královci.
Začátkem října roku 1932 mu byla k jeho původní funkci přidělena funkce šéfa testovacích záležitostí na armádním zbrojním úřadu (Heereswaffenamt). V této funkci působil až do počátku dubna roku 1933 a následně přešel na technickou univerzitu v Berlíně, kde působil nejdříve jako čestný profesor a od srpna téhož roku již jako plnohodnotný profesor. V říjnu byl dokonce jmenován děkanem 5. fakulty na berlínské technické univerzitě. K tomu byl k 1. únoru roku 1933 povýšen do hodnosti generálmajora.
Ve funkci děkana působil až do 27. listopadu roku 1935, kdy se stal řádným členem fyzických a matematických tříd na pruské akademii věd a 16. března roku 1937 k tomu přibral funkci prezidenta říšského výzkumného koncilu, kam byl dosazen říšským ministrem Bernhardem Rustem. K tomu byl k 1. říjnu roku 1934 povýšen do hodnosti Generalleutnant (generálporučík) a k počátku října roku 1936 byl naposledy povýšen do hodnosti General der Artillerie (generál dělostřelectva).
Nutno podotknout, že byl stále ve funkce velitele sekce balistiky a munice u armádního zbrojního úřadu (Heereswaffenamt), kterou zastával již od 1. dubna roku 1926.

### Druhá světová válka
Jeho posledním postem v jeho kariéře se mu stala pozice šéfa armádního zbrojního úřadu (Heereswaffenamt), kde ve vedení nahradil generála Kurta Lieseho, který byl penzionován.
Dne 8. dubna 1940, den před německou invazí do Dánska a Norska (Operace Weserübung), spáchal Becker za přítomnosti gestapa sebevraždu. Generál Becker totiž trpěl měsíce těžkými depresemi jako následek těžké kritiky ze strany vůdce a německého kancléře Adolfa Hitlera a dalších funkcionářů Třetí říše. Kritizován byl hlavně kvůli neplnění plánované produkce munice.
Sebevražda generála Beckera byl utajena pomocí státního pohřbu, který byl následně vystrojen 12. dubna roku 1940 v Berlíně. Na jeho pozici šéfa armádního zbrojního úřadu následně nastoupil generál Emil Leeb.

## Shrnutí vojenské kariéry

### Data povýšení
- Fahnenjunker – 16. červenec 1898
- Fähnrich – 8. únor 1899
- Leutnant – 7. březen 1900
- Oberleutnant – 7. březen 1910
- Hauptmann – 27. leden 1914
- Major – 1. únor 1922
- Oberstleutnant – 1. duben 1927
- Oberst – 1. duben 1930
- Generalmajor – 1. únor 1933
- Generalleutnant – 1. říjen 1934
- General der Artillerie – 1. říjen 1936

### Významná vyznamenání
- Pruský železný kříž I. třídy (první světová válka)
- Pruský železný kříž II. třídy (první světová válka)
- Kříž cti
- Královská bavorská jubilejní medaile prince regenta Luitpolda (první světová válka)
- Královský pruský služební kříž (první světová válka)
- Bavorský vojenský záslužný řád IV. třídy s meči (první světová válka)
- |  |  |  Služební vyznamenání Wehrmachtu I. až IV. třídy